# Obrium hattai
Obrium hattai is een keversoort uit de familie van de boktorren (Cerambycidae). De wetenschappelijke naam van de soort werd voor het eerst geldig gepubliceerd in 1965 door Ohbayashi & Ohbayashi.